# Nadine Alexandra
Nadine Alexandra Dewi Ames, más conocida como Nadine Alexandra, es una modelo y actriz indonesia nacida el 23 de mayo de 1991 (33 años) en Winchester, Reino Unido. En 2010 fue elegida Puteri Indonesia («Princesa de Indonesia»). Representó a Indonesia en el evento Miss Universo 2011.

## Biografía
Es hija de padre británico llamado Clive Ames y de Noer Ames, su madre con origen javanés. Su familia se mudó a Yakarta cuando tenía dos meses. Pasó la mayor parte de su niñez en Yakarta, siendo educada en el North Jakarta International School y Gandhi Memorial International School, también curso el modelado en OQ Modeling School, Kelapa Gading, que abrió su camino para incursionar en la actuación tomando el papel en la telenovela indonesia Inikah Cinta.
Compitió como representante de Jakarta SCR 4, una de las 38 finalistas en el concurso nacional de belleza de su país, Puteri Indonesia 2010, celebrado en Yakarta el 8 de octubre de 2010, donde se consagró como la ganadora. La coronó su predecesora Quory Sandiriova. La victoria de Nadine había provocado controversia porque no hablaba con fluidez el indonesio. Posteriormente representa a Indonesia en el concurso internacional de belleza Miss Universo 2011 que tuvo lugar en la ciudad de Sao Paulo, Brasil, el 12 de septiembre de 2011, aunque no logró meterse dentro de las finalistas.

## Filmografía

### Películas
- Sang Martir (2012) como Cinta
- Loe Gue End (2012) como Alana
- Slank Nggak Ada Matinya (2012) como Nadine
- Komedi Moderen Gokil (2015) como Sasha
- Filosofi Kopi 2: Ben & Jody (2017) como Brie
- Persepsi (2017) como Andrea Risma

### Telenovelas
- Inikah Cinta? (2006–2007) como Moza
- Love in Paris Season 2 (2013) como Paris
- Detak Cinta (2014) como Zelena
- OK-JEK Season 2 (2017) como Amira